# دشمن یهودی
دشمن یهودی: پروپاگاندای نازی در جنگ جهانی دوم و هولوکاست کتابی نوشته جفری هرف استاد تاریخ دانشگاه مریلند در سال ۲۰۰۶ است که در آن به نقش پروپاگاندای رژیم نازی و کنترلی که نازی‌ها بر رسانه‌ها اعمال می‌کردند پرداخته است. به نوشته هرف، نازی‌ها به کمک خاموش کردن صداهای منتقد توانستند تئوری توطئه یهودیان در وسعت جهانی را به مردم آلمان بپذیرانند.
این کتاب برنده جایزه ملی کتاب یهودی در بخش هولوکاست در سال ۲۰۰۶ شد.